# Glochidion castaneum
Glochidion castaneum är en emblikaväxtart som beskrevs av Airy Shaw. Glochidion castaneum ingår i släktet Glochidion och familjen emblikaväxter. Inga underarter finns listade i Catalogue of Life.